# اچ‌ام‌اس سمفایر (کی۱۲۸)
اچ‌ام‌اس سمفایر (کی۱۲۸) (به انگلیسی: HMS Samphire (K128)) یک زیردریایی است که طول آن ۲۰۵ فوت (۶۲ متر) می‌باشد. این زیردریایی در سال ۱۹۴۱ ساخته شد.